# Джонатан Тітус
Джонатан Тітус народився 27 травня 1772 року і вважається засновником міста Тітусвілл, штат Пенсільванія, США.
Джонатан Тітус народився поблизу Франкстауна в окрузі Блер, штат Пенсільванія. Територія навколо долини Ойл-Крік, тепер відома як Тітусвіль, штат Пенсільванія, була вперше заселена білими американцями в 1797 році Джонатаном Тітусом і його дядьком Семюелем Керром, які брали участь у ранньому плануванні громади. Були створені плани спільноти, і Тітусвіль незабаром став заснованим. Кілька сімей переїхали в цю територію, оскільки експансія Сполучених Штатів на захід ставала все більш поширеною. Джонатан одружився з Мері Мартін і створив сім'ю в перші роки Тітусвіля. Помер у 1857 році.